# Астайак
Астайа́к (фр. Astaillac, окс. Astalhac) — коммуна во Франции, находится в регионе Лимузен. Департамент — Коррез. Входит в состав кантона Больё-сюр-Дордонь. Округ коммуны — Брив-ла-Гайярд.
Код INSEE коммуны — 19012.
Коммуна расположена приблизительно в 440 км к югу от Парижа, в 110 км юго-восточнее Лиможа, в 36 км к югу от Тюля.

## Население
Население коммуны на 2008 год составляло 220 человек.
| 1962 | 1968 | 1975 | 1982 | 1990 | 1999 | 2008 |
| ---- | ---- | ---- | ---- | ---- | ---- | ---- |
| 270  | 276  | 250  | 258  | 225  | 220  | 220  |

## Администрация
| Период | Период | Фамилия        | Партия | Примечания |
| ------ | ------ | -------------- | ------ | ---------- |
| 2001   | 2008   | Пьер Жобер     |        |            |
| 2008   | 2012   | Николь Лескюр  |        |            |
| 2012   |        | Бернар Рейналь |        |            |

## Экономика
В 2007 году среди 136 человек в трудоспособном возрасте (15-64 лет) 92 были экономически активными, 44 — неактивными (показатель активности — 67,6 %, в 1999 году было 77,2 %). Из 92 активных работали 82 человека (46 мужчин и 36 женщин), безработных было 10 (4 мужчин и 6 женщин). Среди 44 неактивных 9 человек были учениками или студентами, 28 — пенсионерами, 7 были неактивными по другим причинам.

## Достопримечательности
- Замок Эстрес[фр.] (XV век). Памятник истории с 1971 года[3]

## Фотогалерея

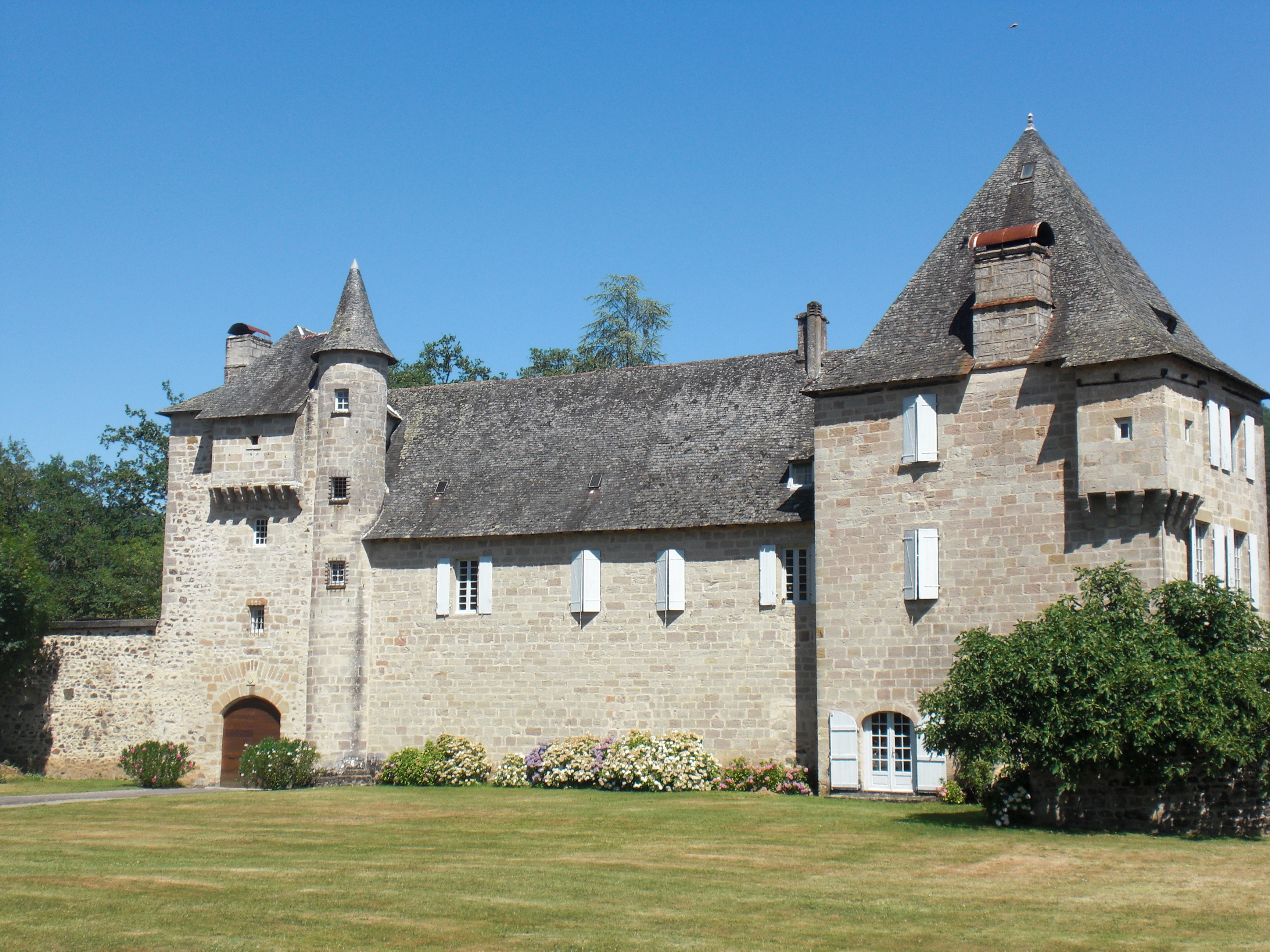
Замок Эстрес
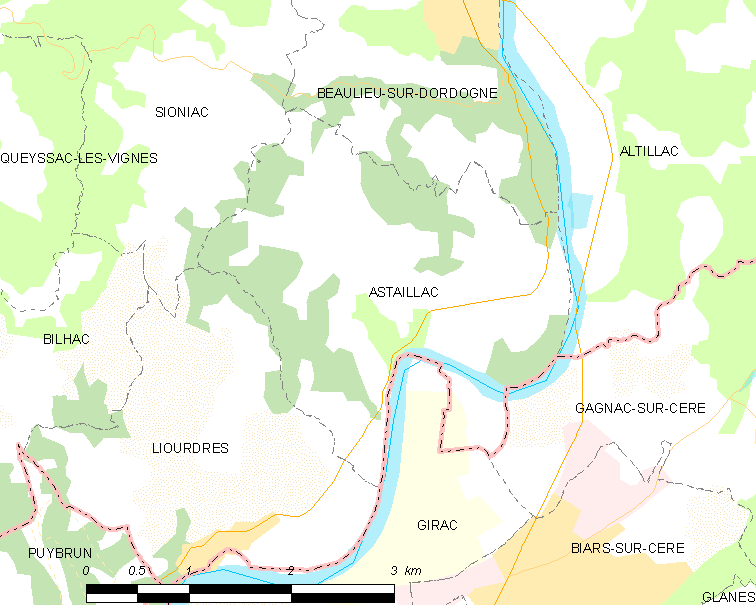
Карта коммуны